# Norops chrysolepis
Norops chrysolepis är en ödleart som beskrevs av  Duméril och BIBRON 1837. Norops chrysolepis ingår i släktet Norops och familjen Polychrotidae. Inga underarter finns listade i Catalogue of Life.